# Бјарни Фридриксон
Бјарни Фридриксон (29. мај 1956) је исландски џудиста. На Олимпијским играма 1984. у Лос Анђелесу освојио је бронзану медаљу у категорији до 95кг што је била друга медаља за Исланд у историји на Олимпијским играма. Такође је учествовао на играма 1980, 1988. и 1992. На церемонији отварања 1988. и 1992. носио је заставу Исланда. За најбољег спортисту Исланда проглашен је 1990. 